# Eumólpidas

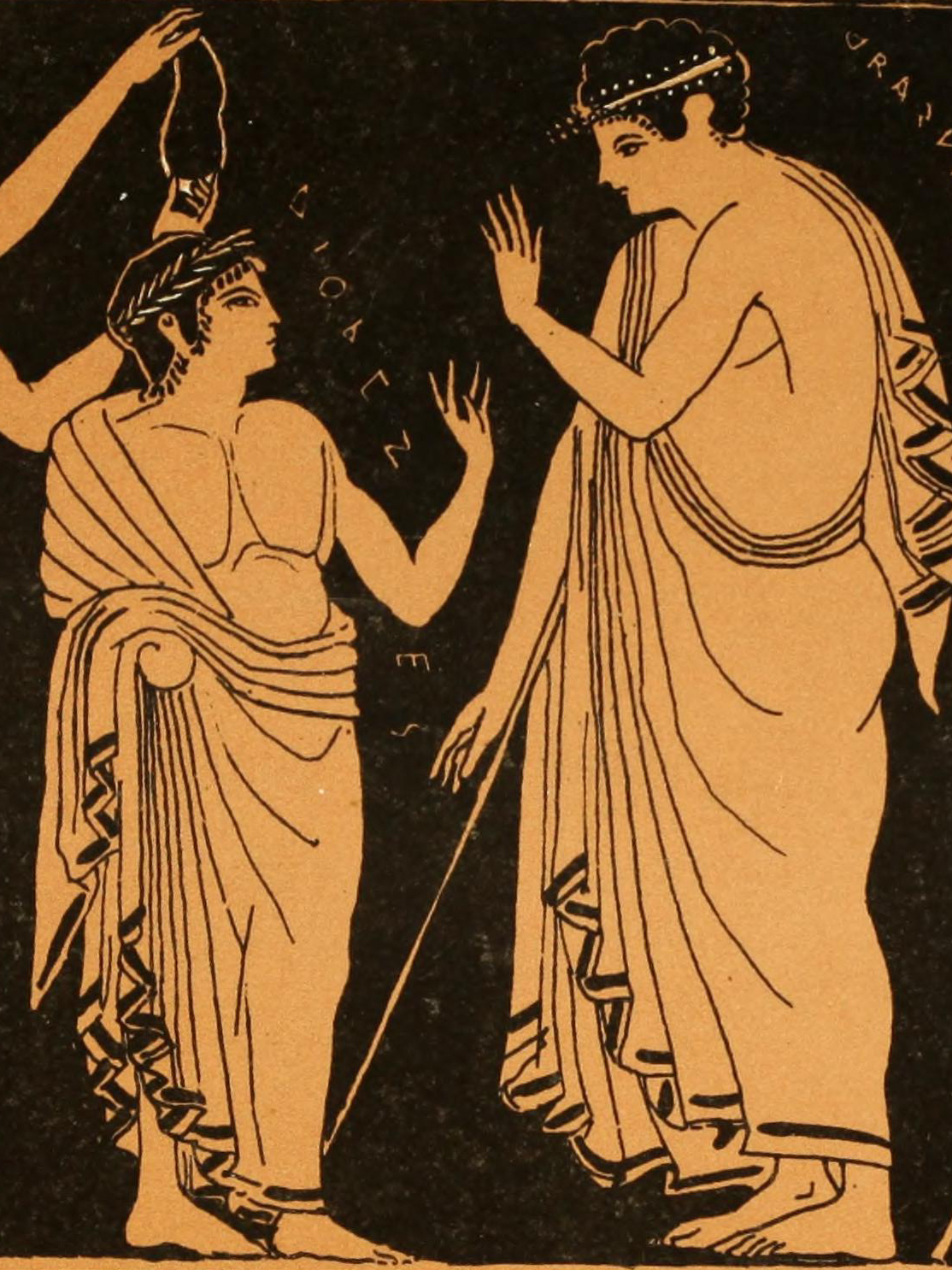
O iniciado e o sumo sacerdote (hierofante), em uma ânfora eleusina

Os Eumólpidas foram o mais ilustre dos genos (clãs) sacerdotais da Ática, na Grécia Antiga. Alegavam descender de Eumolpo, um bardo e rei mítico da cidade de Elêusis. A família mantinha um culto privado de Deméter, que evoluiu para os afamados Mistérios de Elêusis, o mais importante festival religioso da Grécia Antiga. Depois que Elêusis foi dominada por Atenas, os Eumólpidas mantiveram o governo hereditário dos Mistérios, monopolizando o alto sacerdócio e outras funções, e assim permanecendo até a supressão do culto no reinado de Teodósio.

## Origens míticas

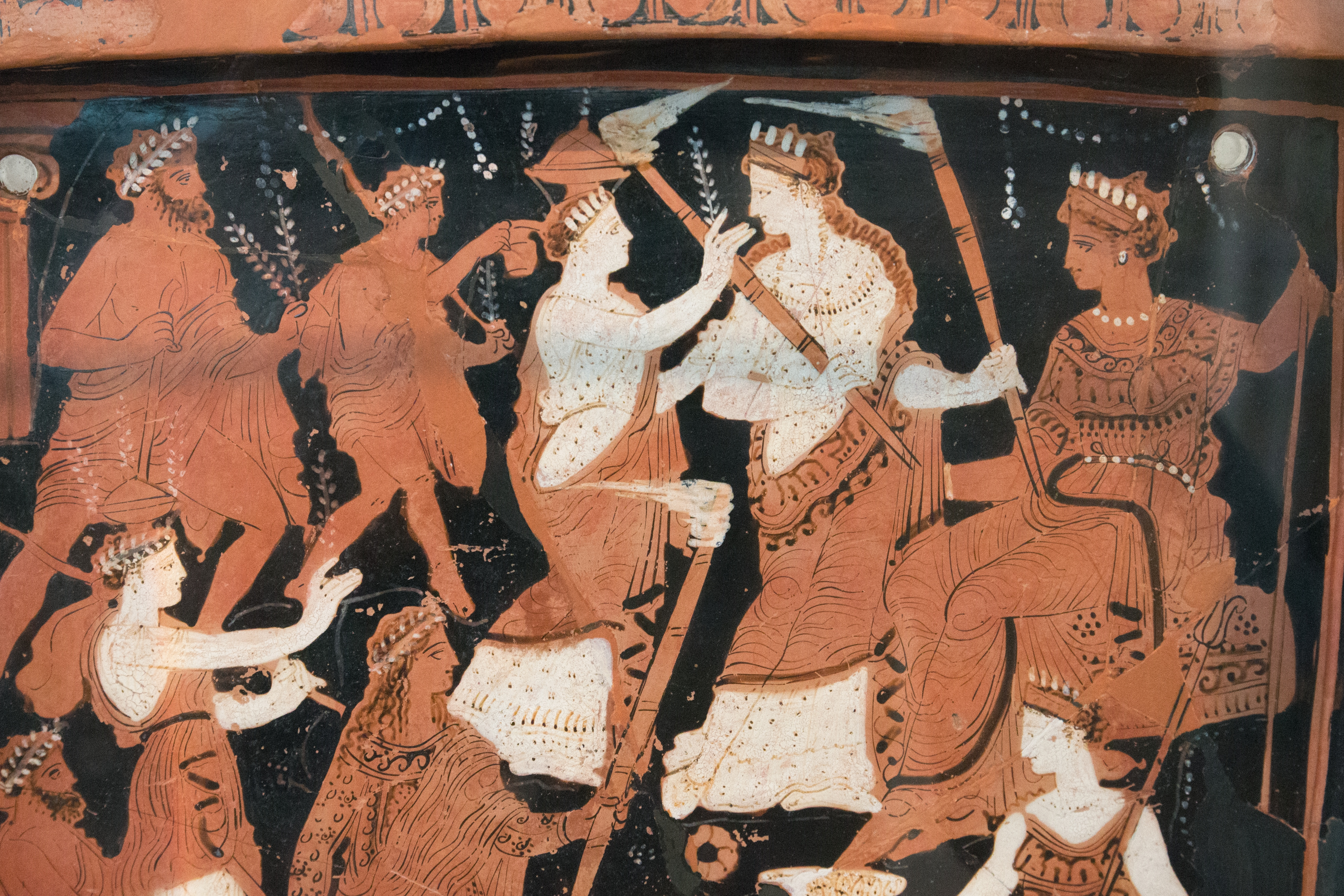
Deméter e sua filha Persófone em uma cena dos Mistérios. Ex-voto eleusino, c. 450 a.C

Os Eumólpidas alegavam descender do bardo mítico Eumolpo, que segundo diziam era filho do deus marinho Posídon e de Quíone, filha do deus aéreo Bóreas, a quem atribuíam a introdução dos Mistérios de Deméter na Ática, tornando-se rei de Elêusis e o primeiro hierofante. Contudo, as versões sobre a origem e posição de Eumolpo variam muito: em umas ele é um pastor de pais desconhecidos nativo de Elêusis, ou vinha da Trácia; em outras é um nobre ou líder local sem título específico, em outra ele é apenas o primeiro estrangeiro a ser iniciado nos Mistérios, e em outras ele não tem nada a ver com os Mistérios mas é apenas um rei trácio que ajuda Elêusis em suas lutas contra Atenas, e os Mistérios teriam sido fundados mais tarde por um homônimo. Algumas dessas versões provavelmente refletem as primeiras tradições locais, que depois foram transfiguradas e engrandecidas para legitimar o prestígio e autoridade dos Eumólpidas, e outras provavelmente derivam de fontes atenienses interessadas em desvincular os Eumólpidas dos Mistérios.
Segundo as narrativas de Tucídides, Eurípides, Pausânias e outros autores (que divergem em vários detalhes), Eumolpo e Erecteu, rei de Atenas, lutaram um tentando dominar o outro. Erecteu levava vantagem, mas ambos teriam morrido na guerra, então as duas cidades chegaram a um acordo: Elêusis se sujeitaria a Atenas em tudo, menos na direção dos Mistérios, que foi confiada a um filho de Eumolpo. Em outras  variantes Eumolpo não morre e é ele quem conduz a continuidade dos Mistérios, ou que Eumolpo (ou um de seus filhos) tentava dominar Atenas porque aquela terra anteriormente pertencera a seu pai Posídon, e quando Eumolpo é morto Posídon desencadeia um terrível terremoto para punir os atenienses. A guerra aparece indiretamente também no mito narrando a disputa entre os deuses Posídon e Atena pelo patronato de Atenas, saindo Atena vencedora.
A guerra narrada no mito pressupõe uma datação muito antiga mas não há evidência arqueológica segura para ela, embora não seja implausível em termos históricos. A absorção de Elêusis por Atenas só é documentada no fim do século VII a.C. e só foi completada no tempo de Sólon, mas o processo pode ter sido muito mais longo como parte do sinecismo da Ática sob a hegemonia de Atenas, mas a datação histórica deste evento também é muito controversa, alguns propondo que já estava em grande parte completo em tempos micênicos e outros que só ocorreu depois da Idade das Trevas, em torno do século VIII a.C.
As genealogias posteriores a Eumolpo também são bastante divergentes entre si, algumas favorecendo a autoctonia e outras favorecendo ligações com famílias atenienses, especialmente a dos Cérices, que em uma data tardia foi incorporada na administração dos Mistérios, onde veio a ganhar grande importância provendo o mais alto sacerdote após o hierofante e ocupando outros cargos de relevo.

## História

### Origens históricas e afirmação da família

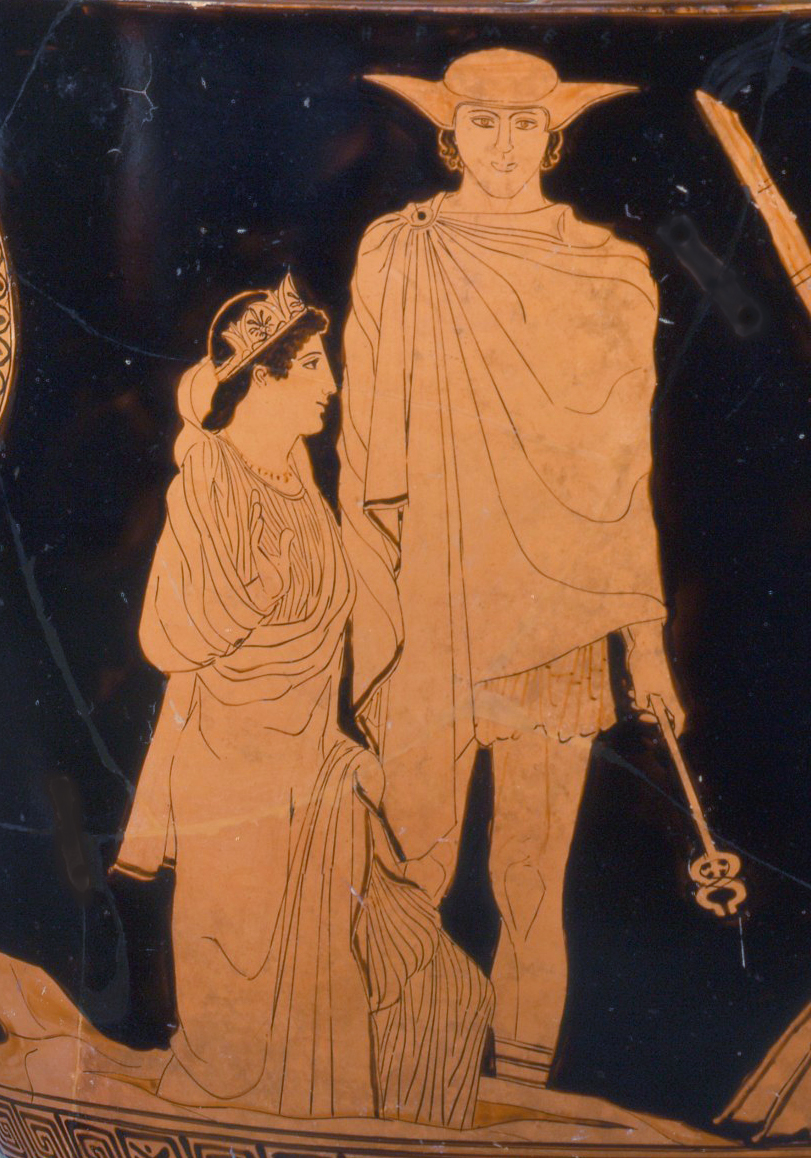
Perséfone emerge do submundo, trazida por Hermes. Detalhe da pintura de uma crátera de c. 440 a.C.

Historicamente não se sabe ao certo como os Mistérios surgiram, eles podem ser herdeiros de tradições egípcias, trácias, minoicas ou micênicas que adoravam figuras de Grandes Mães como Deméter. O mito em torno do qual girava a atividade do santuário era o do rapto de Perséfone, filha de Deméter, pelo deus dos mortos Hades, que a queria para ser sua consorte. Deméter era a deusa da terra, patrona dos grãos e frutas e da agricultura. Na simbologia eleusina clássica, a descida de Perséfone para o submundo era relacionada ao inverno no ciclo das estações: um período escuro, frio e estéril, cheio de tristeza. Ao dar pelo desaparecimento da filha, Deméter, enfurecida e desesperada, jurou secar a terra até que a encontrasse. No meio da sua busca, acabou chegando a Elêusis, onde assumiu um disfarce e foi recebida pela família real. Sendo bem tratada, iniciou o rei Celeu ou a outros (as versões variam) na arte da agricultura. Depois de muito procurar, Deméter achou a filha, mas, entrementes, Perséfone havia comido um grão de romã, e por isso ficava presa ao submundo para sempre. Inconformada, Deméter apelou para Zeus e obteve um acordo: a filha viveria parte do ano no submundo com o marido, e parte do ano na superfície com a mãe saudosa. Sua subida representava o brotamento das sementes e a chegada da primavera: trazia a felicidade para a mãe, que revogava sua maldição e devolvia a fertilidade para a terra. Isso era o que produzia as colheitas fartas, e elas, a possibilidade de haver civilização. A renovação deste ciclo todos os anos representava para os iniciados a eternidade e a imortalidade da alma.

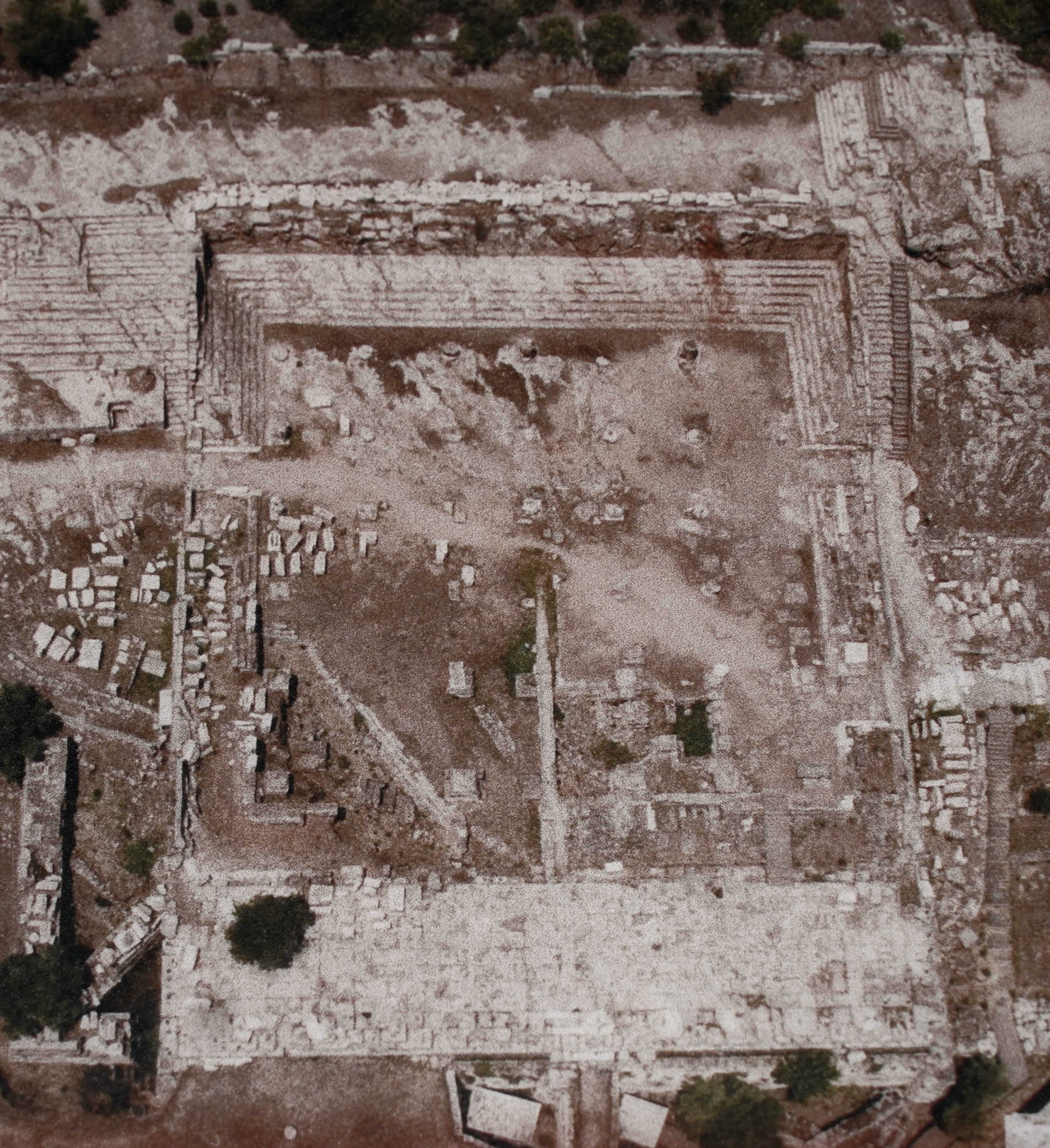
Vista aérea das ruínas do Telesterion, a Sala da Iniciação, em sua última forma, resultado da reforma romana. Bem ao centro se localizava o antigo Mégaro B

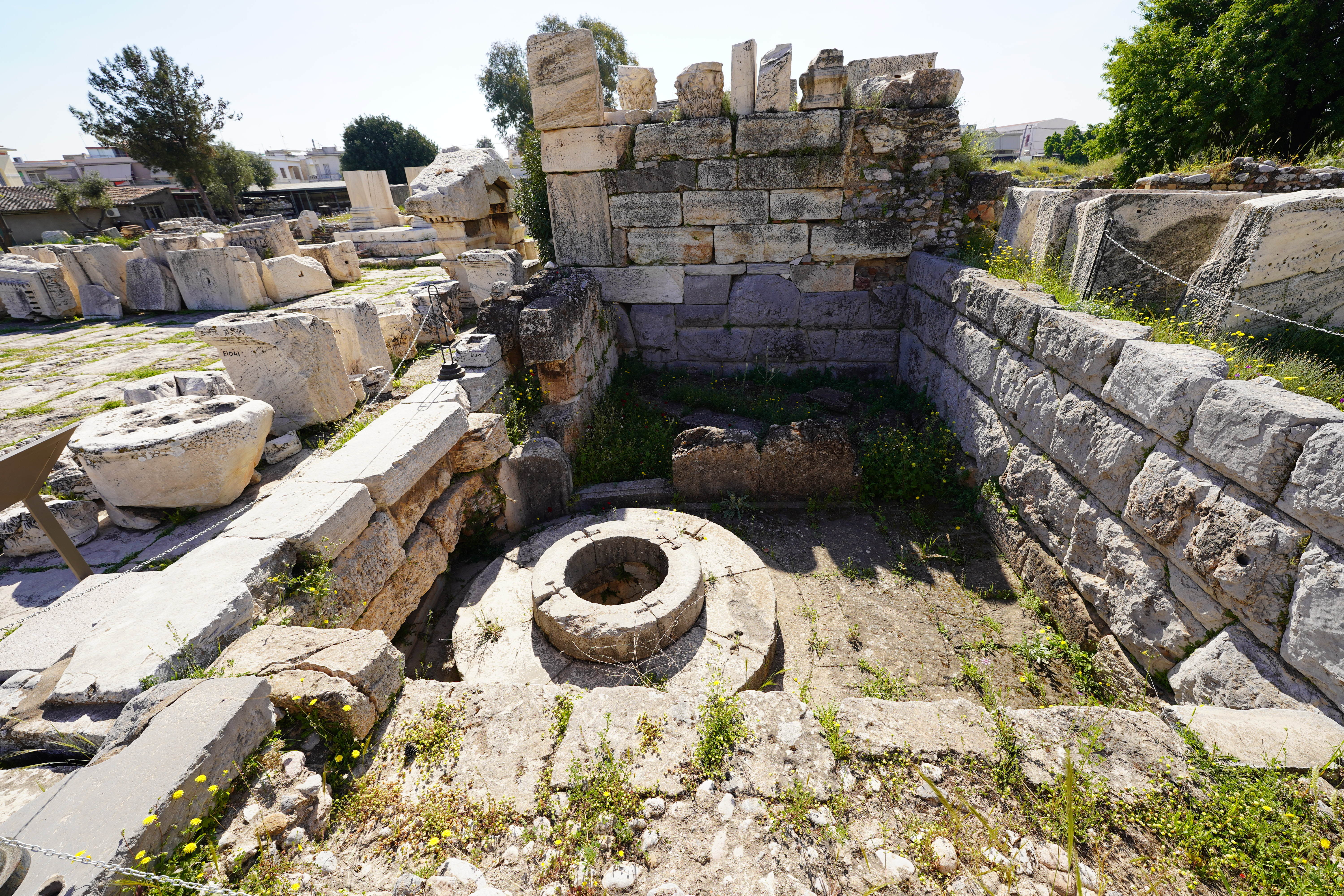
A Fonte de Deméter na colina Kallichoron. Junto desta fonte, segundo o mito local, a deusa teria descansado durante sua busca pela filha Perséfone. Durante a celebração dos Mistérios, jovens dançavam em torno da fonte para alegrar Perséfone, que então vivia no submundo

A área de Elêusis dá os primeiros sinais de um povoamento esparso na passagem do Período Heládico Inicial (c. 3200–2000 a.C.) para o Médio (c. 2000–1550 a.C.). Pode ter surgido como um entreposto comercial. A população foi formada por um grupo de clãs, cada um com seus próprios costumes, identidade e líder. Mais tarde esses clãs passaram a lutar entre si em busca de uma supremacia. No Período Heládico Médio III (c. 1700–1550 a.C.) já existe um cemitério de considerável extensão, evidenciando uma população em crescimento e uma estratificação social acentuada.
Os primeiros sinais seguros sobre os Eumólpidas começam a surgir entre c. 1450 e 1400 a.C., quando construíram um palácio, estrutura que hoje é identificada pelo nome Mégaro B. Segundo Sherly Farness, geralmente se considera que o culto de Deméter teria sido introduzido na época da construção do Mégaro B. Esta construção tinha um caráter principalmente residencial. Não seguia o modelo dos mégaros micênicos típicos, que também serviam como sede administrativa do governo, mas deve ter contido um templo ou capela, considerando o achado de muitas figuras votivas e restos de sacrifícios. As grandes dimensões do edifício geralmente são interpretadas como um sinal de que os Eumólpidas haviam se tornado a família governante. No Período Heládico Tardio IIIB (c. 1300–1200 a.C.), quando o Mégaro B é ampliado, é certo que ali havia algum culto sendo desenvolvido.
O local se tornaria o centro do culto das deusas Deméter e Perséfone, que teria sido mantido pela família como um culto privado realizado no palácio. Não sendo um culto de Estado, a família selecionava segundo seus próprios critérios os candidatos a serem iniciados em seus arcanos. Para Martin Nilsson, "isso explica o motivo de ser um culto secreto e de serem admitidos não apenas cidadãos, mas também estrangeiros e escravos". Chamavam a si mesmos de "Filhos da Lua", ou "Cantores das Melodias Curativas", e o "Eumolpo histórico" pode ter sido um antigo bardo que cantava as histórias de Deméter.
O conhecimento sobre os Eumólpidas está mais concentrado no seu papel nos Mistérios, e há pouca informação sobre como eles funcionavam como família. É possível que fossem mais um tipo de guilda ou irmandade reunida em torno do culto do que uma família ou clã convencional, mas um parentesco parece ter sido exigido. Ramos Eumólpidas viveram em Paionia, Perithoedae, e provavelmente em Kydathenaion e Halai Aexonides. O ramo de Paionia alcançou o arcontado-real de Atenas em algum momento entre 522-486 a.C. Dois de seus membros foram hierofantes no século IV a.C.
Durante os anos finais do Período Palaciano (c. 1300-1250 a.C.) as evidências arqueológicas se reduzem, e isso tem sido interpretado como uma crise econômica e social em Elêusis, com significativa redução populacional, mas o Mégaro B parece ter continuado em uso até cerca de 1050 a.C. Nesta altura a cidade parece estar largamente desabitada, mas há evidências mostrando pequenos núcleos habitacionais esparsos em uso contínuo até sua reativação cerca de dois séculos depois. Mesmo assim, o período da história de Elêusis que vai daqui até o século VIII a.C., que coincide com a Idade das Trevas grega, é muito mal documentado, e a permanência do culto ao longo deste período não foi provada conclusivamente, embora possa ter sobrevivido em pequena escala. Mas então ocorre uma súbita retomada: o culto de Deméter é reativado no antigo Mégaro, que é reconstruído em escala ampliada, cercado de terraços, muros, uma avenida processional, templos secundários para Ártemis Propileia e Posídon, altares para heróis, um grande cemitério e a Casa Sagrada, onde os Eumólpidas passam a residir.

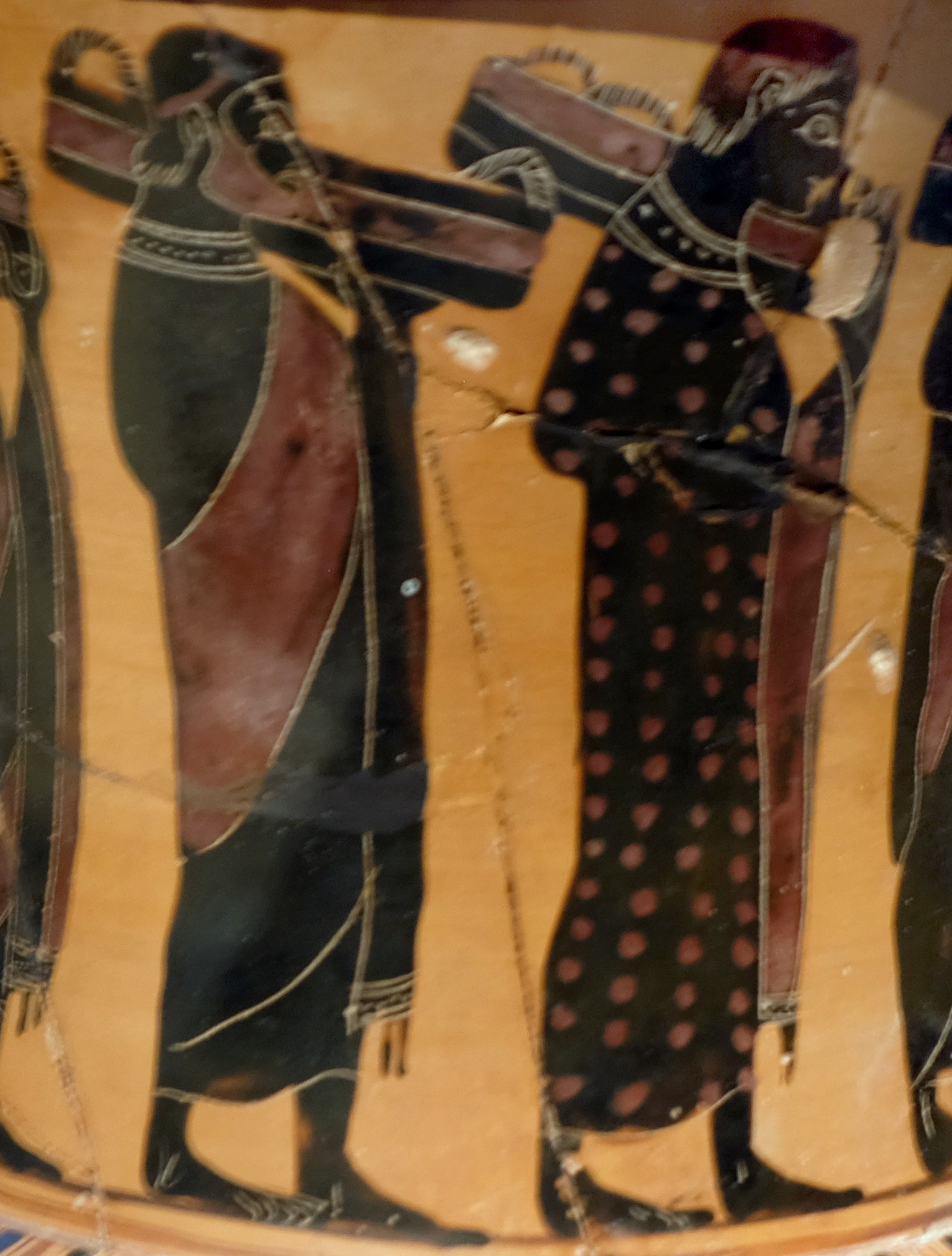
Decoração em vaso de c. 540-530 a.C. mostrando uma procissão de iniciados

Apesar do intervalo de obscuridade, a tradição local sobre eles invariavelmente reitera a continuidade histórica da família, o que, na ausência de evidências sólidas contrárias, a bibliografia antiga e recente tende a aceitar. Para Stephen Lambert, o seu longo domínio sobre as celebrações mais importantes da cidade e da região é perfeitamente adequado como atributo de uma antiga família governante. Petra Pakkanen assinalou que os cultos primitivos de Deméter se caracterizavam por ser monopólios de famílias. O tipo de cerimônias que mantinham, como a ceifa ritual de um campo de trigo, revivendo a tradição de que Deméter havia ensinado à humanidade a arte da agricultura, é outra evidência em favor de uma origem régia, sendo similares aos mantidos por antigas famílias reais.

### Domínio ateniense
No século VII a.C. o culto já havia evoluído para um ritual iniciático complexo, com uma simbologia menos ligada à agricultura e mais voltada para a salvação, desenvolvido num grande santuário com um novo templo de Deméter. A esta altura o culto já havia ganhado uma fama pan-helênica, e despertara a cobiça dos atenienses. Fontes literárias documentam o interesse ateniense em meados do século VI a.C., mas deve ter começado bem antes, dominando a cidade em data incerta, mais provavelmente no século VII a.C. Não importando a data em que começou, é pouco provável que o domínio sobre Elêusis tenha sido feito de uma vez, e mais provavelmente foi a conclusão de um ciclo anterior de conflitos e negociações. Na tradição cultivada por Atenas, que era a parte interessada em legitimar sua interferência, o domínio teria ocorrido já no tempo de Teseu, herói mítico que teria materializado o sinecismo da Ática incluindo Elêusis, isso na geração antes da Guerra de Troia, um tempo semilendário. Segundo Robert Padgug, há mais indícios concretos a favor de uma união tardia com Atenas, pós-Idade das Trevas.

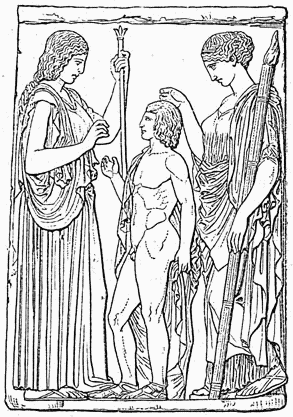
Cópia de relevo mostrando a iniciação de Triptólemo (ao centro) pelas deusas Deméter e Persófone. Na tradição eleusina Triptólemo, filho de um rei de Elêusis, foi um dos primeiros iniciados e um dos primeiros hierofantes; era um dos patronos da agricultura e tinha um culto para si. Na versão do mito promovida por Atenas, Triptólemo era ateniense.

A cidade ganhou novamente a independência na segunda metade do século VI a.C., perdendo-a outra vez no governo de Sólon, quando os Mistérios foram definitivamente assimilados aos cultos estatais atenienses e regulamentados. Neste processo os Eumólpidas foram capazes de acomodar interesses e garantir sua contínua liderança dos Mistérios, ainda que já tivessem que responder a uma instância superior. Sólon se tornou notório por manipular tradições com fins políticos e provavelmente se deve à sua influência o surgimento de versões do mito fundador que minimizavam o papel dos Eumólpidas, mas é possível que essas manipulações tivessem começado de fato um século antes ou mais. A introdução dos Cérices atenienses na administração do culto e a aparição de genealogias indicando um parentesco ou uma única origem para as duas famílias, neste contexto, geralmente também são vistas como parte da pressão ateniense para legitimar a sua apropriação do festival. Já foi proposto que parte da iconografia do Partenon de Atenas ilustra a narrativa do conflito com os eleusinos e sua posterior pacificação. Atenas de toda forma deu repetidas mostras da importância que atribuía ao fato de associar-se aos Mistérios, e usava o prestígio deles como ferramenta política para seus interesses. Imposto ou negociado, o suporte ateniense levou o culto à sua fase de maior esplendor, com um panteão expandido, mobilizando um exército de sacerdotes e sacerdotisas, oficiais civis, operários e outros empregados para manutenção diária e embelezamentos temporários das instalações, e consolidou a posição dos Eumólpidas como o mais distinguido dos clãs sacerdotais da Ática.
Em 480-479, em meio às Guerras Pérsicas, a maior parte da cidade e do santuário foram destruídos pelo fogo. Depois da retirada dos persas, diz a tradição que a reconstrução foi promovida por Címon, mas mais provavelmente ocorreu no tempo de Péricles. As atividades do santuário se tornaram cada vez mais um negócio de Estado e mais vinculadas a Atenas, alguns ritos menores foram transferidos para lá, e no século IV a.C. questões envolvendo sua administração podiam requerer a participação do arconte-rei e seus assessores (epimeletas), o Areópago, o Conselho dos 500, o estratego militar, o demarco e o chefe da guarda de fronteira.

### Os hierofantes e outras funções

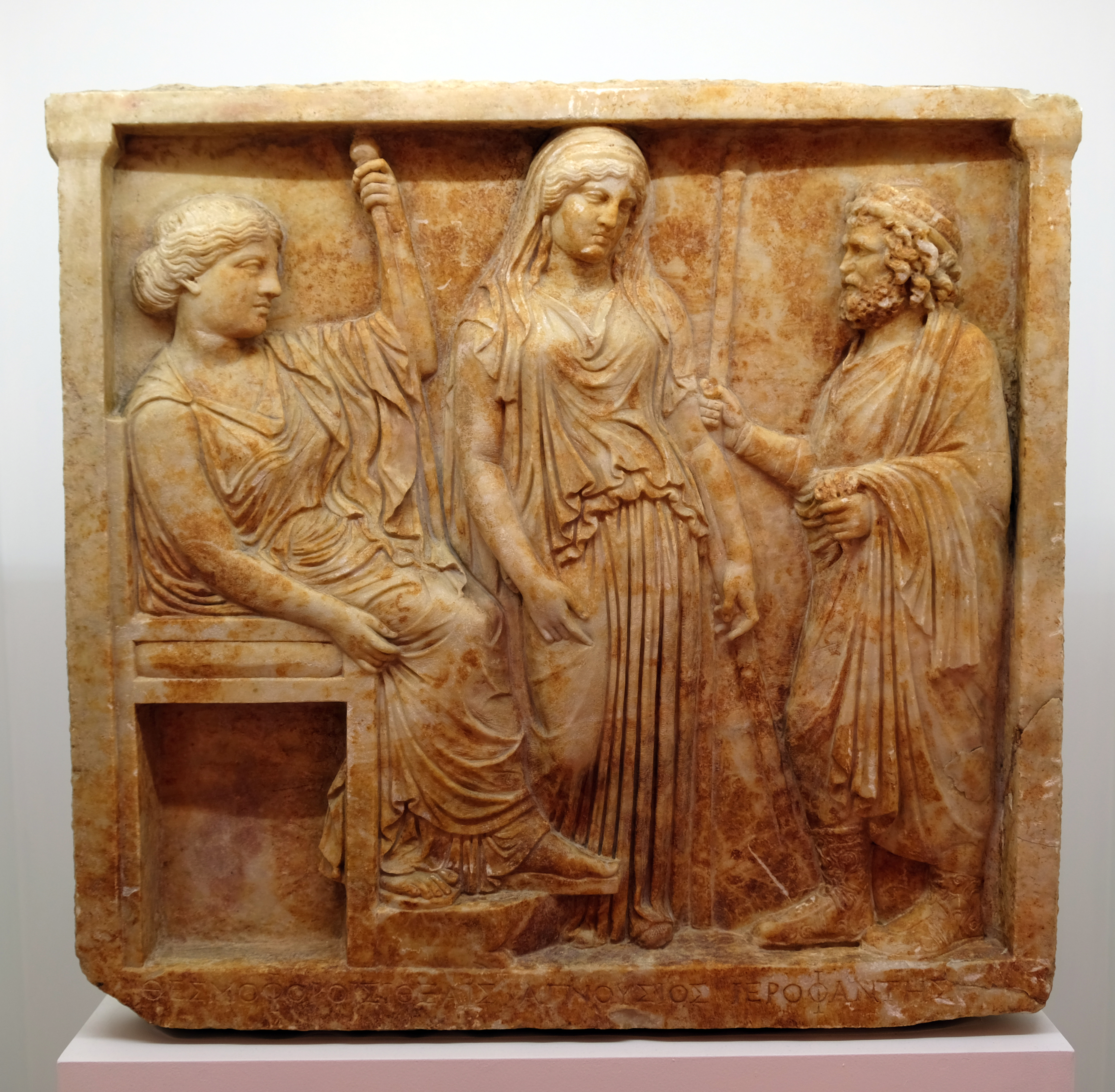
Um hierofante, à direita, diante de Deméter entronizada e sua filha Perséfone. Ex-voto, século II d.C.

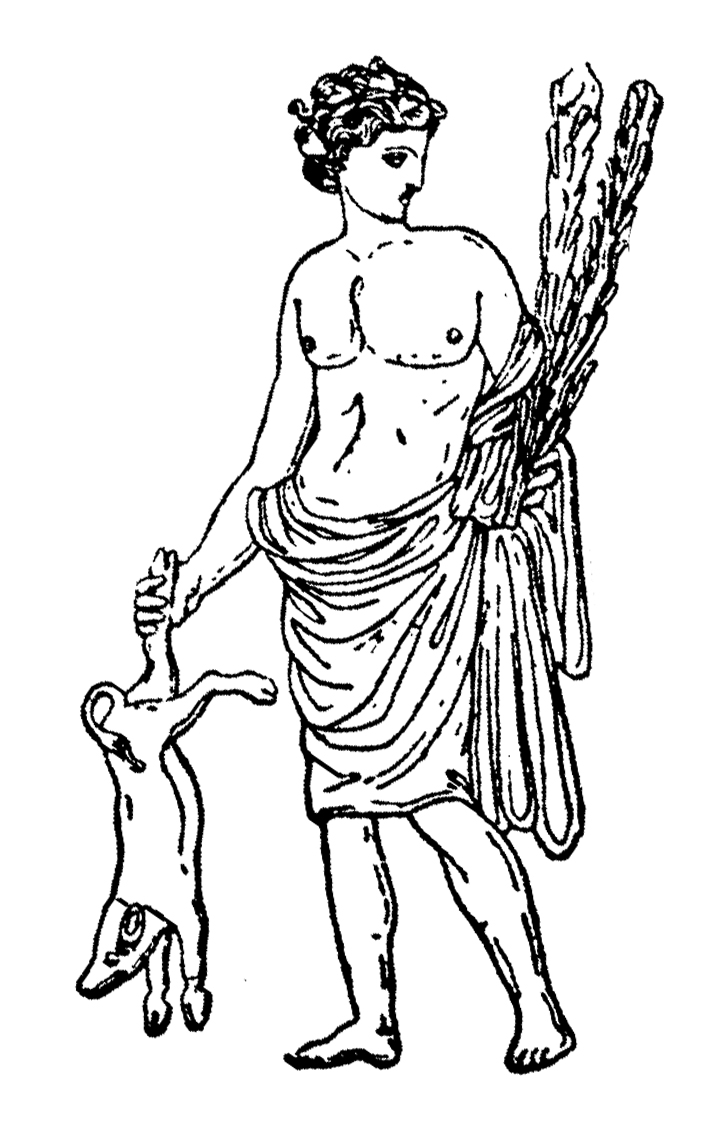
Um sacerdote do santuário carregando um leitão para o sacrifício, reprodução de detalhe da pintura no vaso Regina Vasorum, do século IV a.C., com decoração mostrando várias figuras do panteão eleusino

A existência dos hierofantes só é documentada no início do século V a.C., quando Zácoro é citado como tal. Até o ano 1 d.C. são conhecidos pelo nome apenas 13 outros: Teodoro (documentado entre 415-408 a.C.), a quem foi exigido pelas autoridades atenienses que amaldiçoasse publicamente Alcibíades por ter cometido sacrilégio; Árquias (379 a.C.), que avisou um oligarca de Tebas sobre um iminente golpe de Estado, depois condenado por fazer um sacrifício à deusa Haloa que cabia às sacerdotisas; Lacrátides (c. 353-c. 350 a.C.), casado com a meia-irmã de Apolodoro, determinou os limites do recinto das orgias sagradas; Hierocleides (c. 350 a.C.), filho de Tisamenos de Peônia, homenageado pelo demo de Elêusis; [Bi]oto (336-332 a.C.), citado em um inventário; Eurímedo (323 a.C.), acusou Aristóteles de impiedade; Euríclides (317-307 a.C.), acusou o filósofo Teodoro de impiedade; Quirítio (c. 229-c. 203 a.C.), homenageado pelos Eumólpidas e pelos Cérices; Aristócles (c. 210-c. 150 a.C.), efebo em torno de 210, doador com seu filho Eucles e seu irmão Aminômaco de Halai, homenageado por decreto do arconte Lisíades, selecionou pessoas para executar ritos; Aminômaco (183-135 a.C.), irmão do anterior; Menecleides (fim do século II a.C.), filho de Teofanto, listado entre as pessoas ilustres; Teodoto(?) (fim do século II a.C.), listado entre as pessoas ilustres, homenageado pelos sacerdotes de Salamina, e Teofimo(?) (século II ou I a.C.), listado entre as pessoas ilustres. É possível que originalmente o mais alto sacerdócio fosse desempenhado por uma mulher, sendo uma antiga tradição grega que os cultos de deusas fossem liderados por sacerdotisas, mas se isso foi verdade no caso do culto de Deméter não se sabe, e tampouco quando e por quê a transição para a liderança masculina teria ocorrido.
O hierofante, o mais graduado dos muitos sacerdotes do culto, mantinha o cargo por toda a vida e era sustentado regiamente pelo governo ateniense. Em tempos clássicos não era um cargo diretamente hereditário, mas sempre saía da família dos Eumólpidas através de sorteio em um grupo de candidatos previamente selecionados. Em tempos mais recuados o modo de escolha pode ter sido outro. Era um requisito possuir uma voz bela e melodiosa, honrando a memória do bardo fundador do geno. A palavra "eumolpo" significa "aquele que canta harmoniosamente". Usava barba e cabelos longos, uma faixa na cabeça, uma coroa de mirto, um cetro, uma túnica especial e um manto púrpura ou vermelho. Na iniciação, que se desenvolvia em várias etapas, o hierofante era assistido por vários outros sacerdotes, e pelo daduco, o segundo no escalão sacerdotal, que era sempre escolhido na família dos Cérices, embora o daduco não pudesse entrar no Santo dos Santos nem participar da etapa final da iniciação, que cabia exclusivamente ao hierofante.
Não havia necessidade do hierofante ser um indivíduo de especial projeção pessoal para ocupar o cargo, muitos não o foram, e em tempos clássicos o que lhes dava um prestígio verdadeiramente régio não era sua descendência de uma antiga família real, mas o fato de liderarem o mais afamado e popular dos cultos iniciáticos da Grécia. De fato, em tempos clássicos a ênfase em uma origem nobre foi deliberadamente evitada como antidemocrática. Além de supervisionar todas as funções religiosas do santuário e ser a única pessoa autorizada a realizar os ritos mais solenes e secretos, o hierofante tinha poder para decretar paz por cinco dias para permitir uma viagem segura dos visitantes à celebração, nomeava embaixadores e arautos, selecionava os candidatos à iniciação, liderava a grandiosa procissão de Atenas até Elêusis, era o guardião do tesouro sagrado, devia periodicamente oferecer preces pelo bem do Estado, tinha jurisdição sobre violações do culto, possivelmente em acordo com o arconte-rei, o principal magistrado encarregado da supervisão civil do cerimonial, e era responsável por colaborar na logística organizativa do evento e na administração financeira, recebendo as doações, as taxas cobradas para a iniciação e as multas por infrações. Também tinha direito a um assento de honra no Teatro de Dionísio e a fazer refeições no Pritaneu junto com as maiores autoridades de Atenas. Para assessorá-lo havia outros sacerdotes, também Eumólpidas.

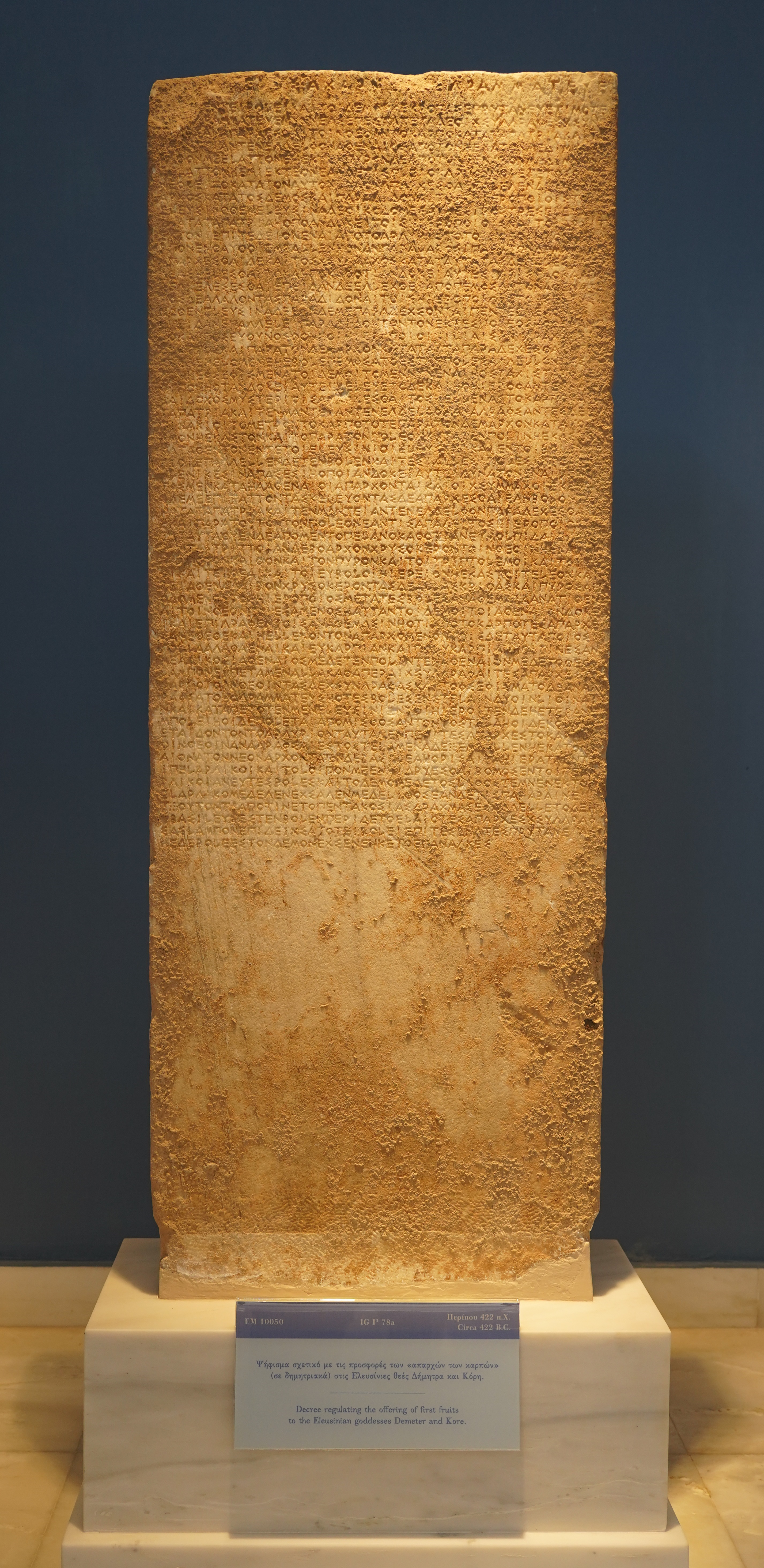
Decreto regulando a oferenda dos primeiros frutos a Deméter, século V a.C

A família provia outros cargos sustentados pelo Estado: o de alta sacerdotisa de Deméter, equivalente feminino do hierofante em grau clerical, muito prestigiado e cobiçado, seu nome era usado para datar eventos oficiais e podiam questionar os atos do hierofante em matéria de ritual. Era vitalício, mas o cargo não era seu monopólio, e deviam revezar-se com uma sacerdotisa do geno dos Filíades. Viviam na Casa Sagrada.
Tinham direito a indicar um dos epimeletas, assessores civis do arconte-rei em assuntos de organização logística e cerimonial eleusino, também encarregados de organizar a procissão do festival das Dionísias Leneias e colaborar na organização das Grandes Dionísias, além de inspecionar o mercado e os pesos e medidas, realizar auditorias comerciais e fixar o preço cobrado pelos serviços das heteras,
Eles e os Cérices se revezavam na função de purificador, oficial que aspergia a água sagrada sobre os candidatos à iniciação, equivalente a um batismo, e os preparava para os ritos, e podiam indicar candidatos de suas próprias famílias. Os dois clãs também dividiam a função de mistagogo, aquele que conduzia os iniciados nos ritos preliminares. Ambos se alternavam ainda na função de espondóforo, espécie de relações públicas e embaixador, que percorria as cidades gregas proclamando uma trégua para a celebração dos Mistérios, angariando doações e pedindo que as cidades enviassem delegações oficiais.
Por fim, somente os Eumólpidas desempenhavam a função de exegetas, responsáveis pela preservação da pureza dos ritos e pela transmissão e interpretação das doutrinas, mas não apenas isso: diferente de um exegeta moderno, sua função envolvia também manter viva a memória da família como fundadora dos Mistérios e reafirmar sua posição de autoridade, buscando consolidar seu poder. Sua autoridade em matéria de ritual e doutrina era ilimitada, sua palavra tinha força de lei, não podia ser revogada a não ser por eles mesmos, e podia ser usada como prova em tribunais civis. Serviam como consultores jurídicos do Areópago e tinham autoridade em casos de sacrilégio, impiedade e mau comportamento durante as celebrações, e podiam condenar os infratores à morte imediata sem passar por julgamento. No fim do século V a.C. esse poder parece que já havia sido regulamentado de modo a não sobrepujar a autoridade civil, mas o conhecimento sobre o tema é pobre e há controvérsias nas fontes primárias, impedindo tecer-se conclusões seguras.

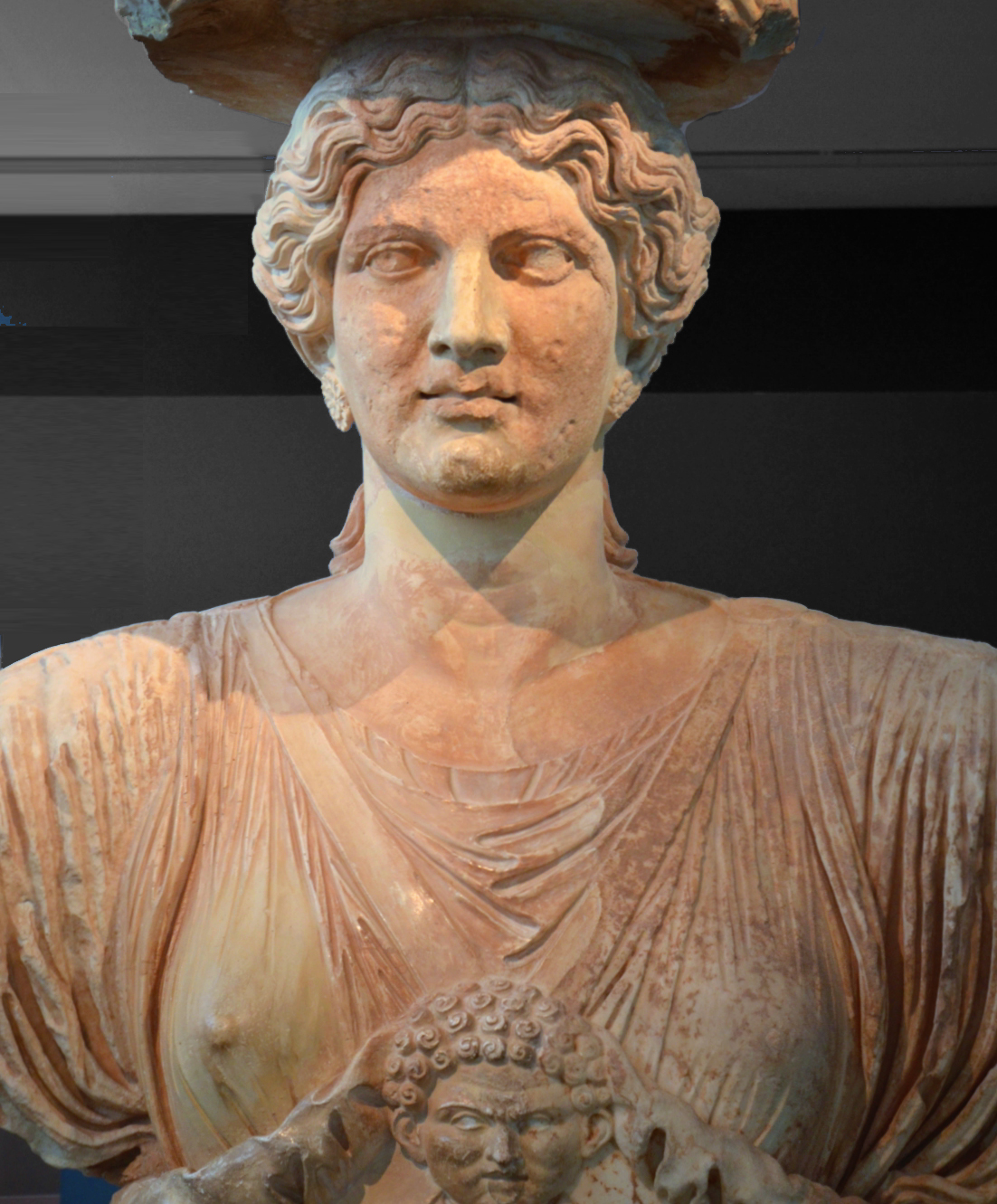
Uma cariátide do propileu do santuário, século I a.C.

Renaud Gagné, fazendo um sumário da bibliografia, disse que "a maioria dos estudiosos tem continuado a imaginar os Mistérios como uma igreja, e a ver os dois clãs (eles e os Cérices) como defensores dogmáticos da ortodoxia. Os oficiais de Elêusis são comumente retratados como zelosos guardiãos do seu culto, agentes ativos na perseguição da impiedade, ou como fanáticos religiosos defendendo a todo custo sua tradição imemorial numa cidade cosmopolita", usando o medo, se necessário. A mitologia de Deméter mostra uma deusa generosa, mas também passional e vingativa. Tanto o santuário em Elêusis como o Eleusínion de Atenas — uma extensão do santuário na capital — estavam cheios de memoriais e ex-votos lembrando a terrível vingança dos deuses que havia recaído sobre os profanadores e os castigos que receberam. Embora o grau exato da sua influência política ainda seja matéria de debate, "a sua influência sobre as decisões do Estado em casos de impiedade é vista como profunda e totalmente atípica para os padrões de tratamento que geralmente recebiam os outros sacerdócios da Atenas clássica". Apesar disso, se surgisse alguma disputa, eles não teriam a palavra final. É de notar que grande parte dos processos por impiedade foi iniciada pelo Estado ateniense e não pelos sacerdotes ou exegetas, um sinal da apropriação política da religião. A lei que obrigava os sacerdotes a proferirem maldições públicas contra infratores se o Estado o requisitasse foi uma invenção da assembleia ateniense.

### Período romano
Durante a dominação romana o interesse pelos Mistérios se expandiu para todo o império, e vários romanos foram admitidos como membros honorários do geno dos Eumólpidas, entre eles M. Pórcio Catão, grande benfeitor do santuário, Quintiliano, procônsul da Ásia, e os imperadores Cômodo e Lúcio Vero. Augusto e outros imperadores e muitos outros romanos ilustres foram iniciados nos Mistérios. No tempo de Augusto os Mistérios receberam novo impulso principalmente através do dinamismo do daduco Temístocles de Agnou, um Cérice, o que desencadeou uma disputa de precedência com os Eumólpidas, agravada quando ele se intrometeu na iniciação de Augusto realizando atos que cabiam ao hierofante exclusivamente. A disputa foi tão ruidosa que exigiu a intervenção do próprio imperador. Temístocles foi um agente num movimento de elitização dos Mistérios e de reforma purista que buscava retornar a uma suposta Idade Dourada dos Mistérios, e restaurar os privilégios e autonomia da elite aristocrática-sacerdotal perdidos com as sucessivas dominações.

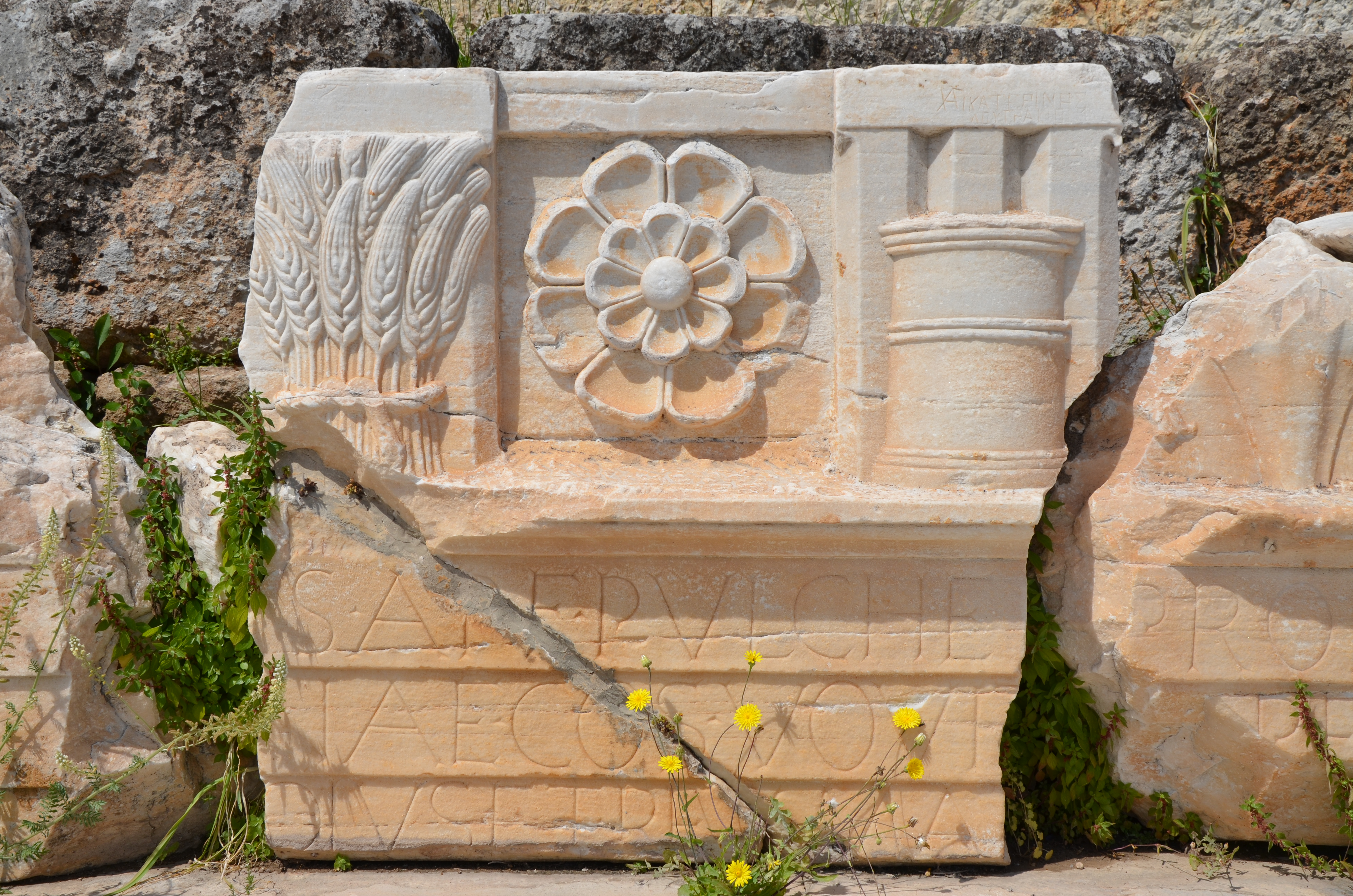
Fragmento da decoração romana do santuário, com relevos mostrando um feixe de espigas de trigo e uma flor de papoula, plantas ligadas à simbologia de Deméter

Os romanos se esmeraram em sofisticar o aparato das cerimônias, reformaram e ampliaram o santuário depois da devastação causada pelos sármatas em 170 d.C., e dedicavam um profundo respeito aos Mistérios. Neste período o cargo de hierofante foi revestido de uma glória ainda maior. É um sinal disso que seu nome pessoal não pudesse mais ser usado publicamente uma vez instalados em sua função, sob pena de severa punição, mas após sua morte podia voltar a ser mencionado. Essa prática já vinha ocorrendo algumas vezes no Período Clássico, e sua crescente frequência é uma evidência de como o prestígio do festival vinha sempre se ampliando ao longo dos séculos. Em contrapartida, os Eumólpidas se tornaram apoiadores entusiastas do culto imperial romano, vários de seus membros se tornaram sacerdotes imperiais.
Segundo Eunápio, no reinado de Juliano, o Apóstata (r. 361-363), o hierofante previu a iminente destruição do santuário, e que o último hierofante seria um usurpador. Pouco depois o imperador Teodósio, após longa hesitação, acabou cedendo às pressões do clero cristão e, em uma série de decretos, aboliu o paganismo, instalou o Cristianismo como a nova religião oficial do Estado em 380, e suprimiu os Mistérios em 392. O último hierofante legítimo foi Nestório, morto antes de 396. Neste ano o exército de Alarico invadiu e destruiu o santuário. Outras depredações ocorreram mais tarde por cristãos, e no período bizantino a área estava deserta, assim permanecendo até o século XVIII. O culto de Deméter não morreu inteiramente. Alguns elementos ligados ao seu patronato agrícola foram conservados por pastores da região, que os introduziram em tradições de santos cristãos.

## Legado

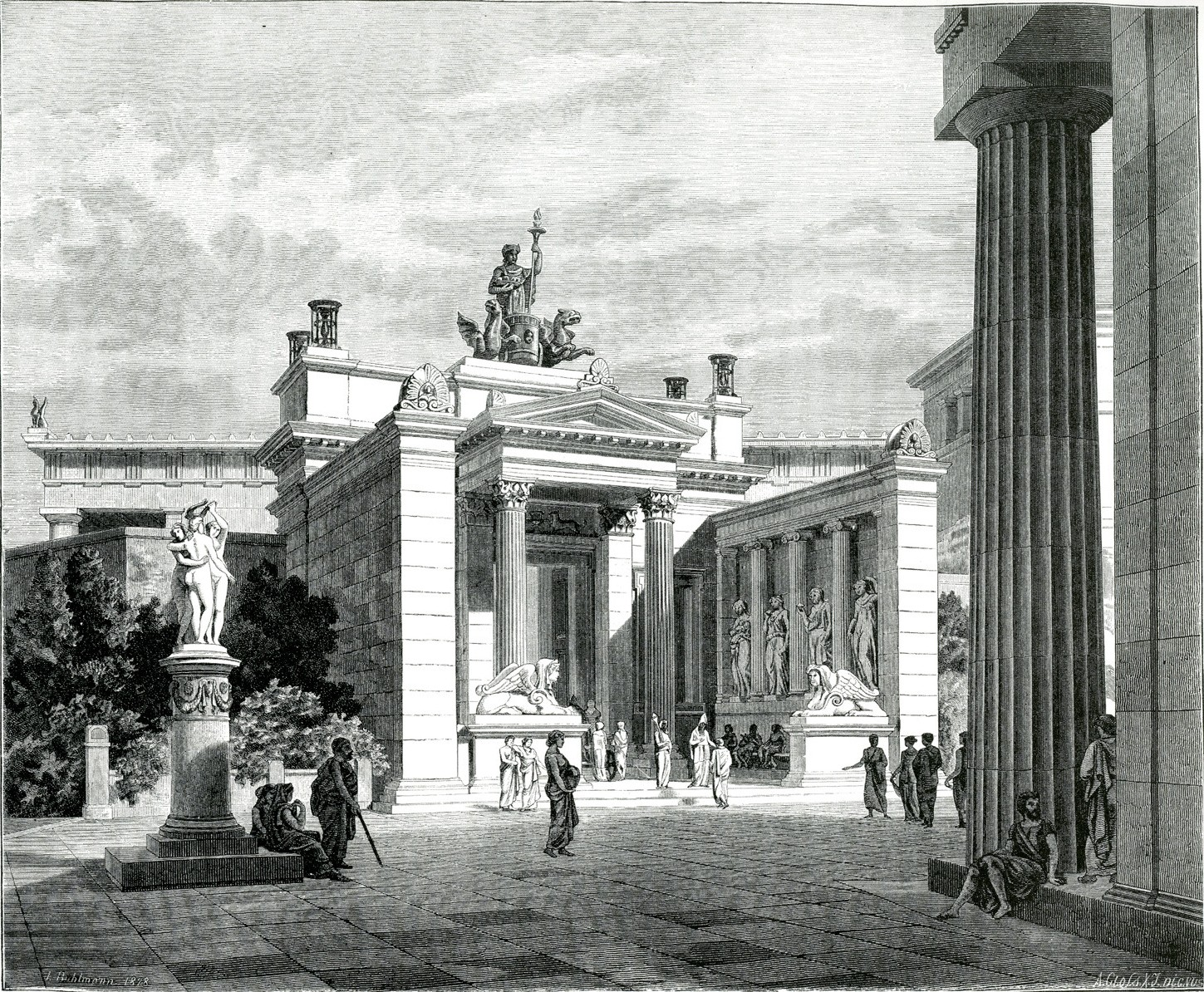
Uma visão romântica de como a entrada do santuário teria sido em seu apogeu, gravura de Jacob von Falke, 1887

A família está inextrincavelmente ligada à história dos afamados e respeitados Mistérios de Elêusis, um culto esotérico e um evento cívico que deixou uma marca duradoura no imaginário cultural do Ocidente. Seu rico legado arquitetônico e arqueológico atrai milhares de turistas e dá subsídios para estudos acadêmicos intermináveis. O acervo de arte votiva, cerâmica, joalheria, ferramentas e outros achados arqueológicos, atesta o florescimento de uma cultura local extremamente rica, tanto material quanto culturalmente. As narrativas sobre as histórias de Deméter e Perséfone e sua ligação com o local e a família dominante se tornaram a sementeira de uma mitologia e um folclore povoados de muitos deuses e heróis, retratados na pintura de vasos, nos ex-votos, na estatuária e na literatura, prenhes de símbolos, imagens e mensagens há séculos estudados e admirados, sendo uma contínua fonte de inspiração para literatos, artistas, poetas e filósofos.
Os Mistérios nunca foram revelados por extenso, apenas se conhece sobre os momentos centrais da iniciação pequenos fragmentos de informação, o segredo foi muito bem guardado. Mesmo não se conhecendo muito sobre o seu conteúdo, seu valor se patenteava por seus efeitos. Antigamente a percepção sobre os Mistérios era extremamente positiva: são múltiplas as narrativas de como ser iniciado era um divisor de águas na vida de alguém, que o fazia uma pessoa espiritualmente nova e desperta, já sem medo da morte, sábia, pacificada, moralizada, esperançosa e feliz. Sua simbologia estava centrada na passagem da morte para uma nova vida, na subida da escuridão para a luz, e da ignorância para o entendimento, refletidas em imagens ligadas à agricultura e ao ciclo das estações em suas incessantes alternâncias entre a esterilidade do inverno e a abundância da colheita.

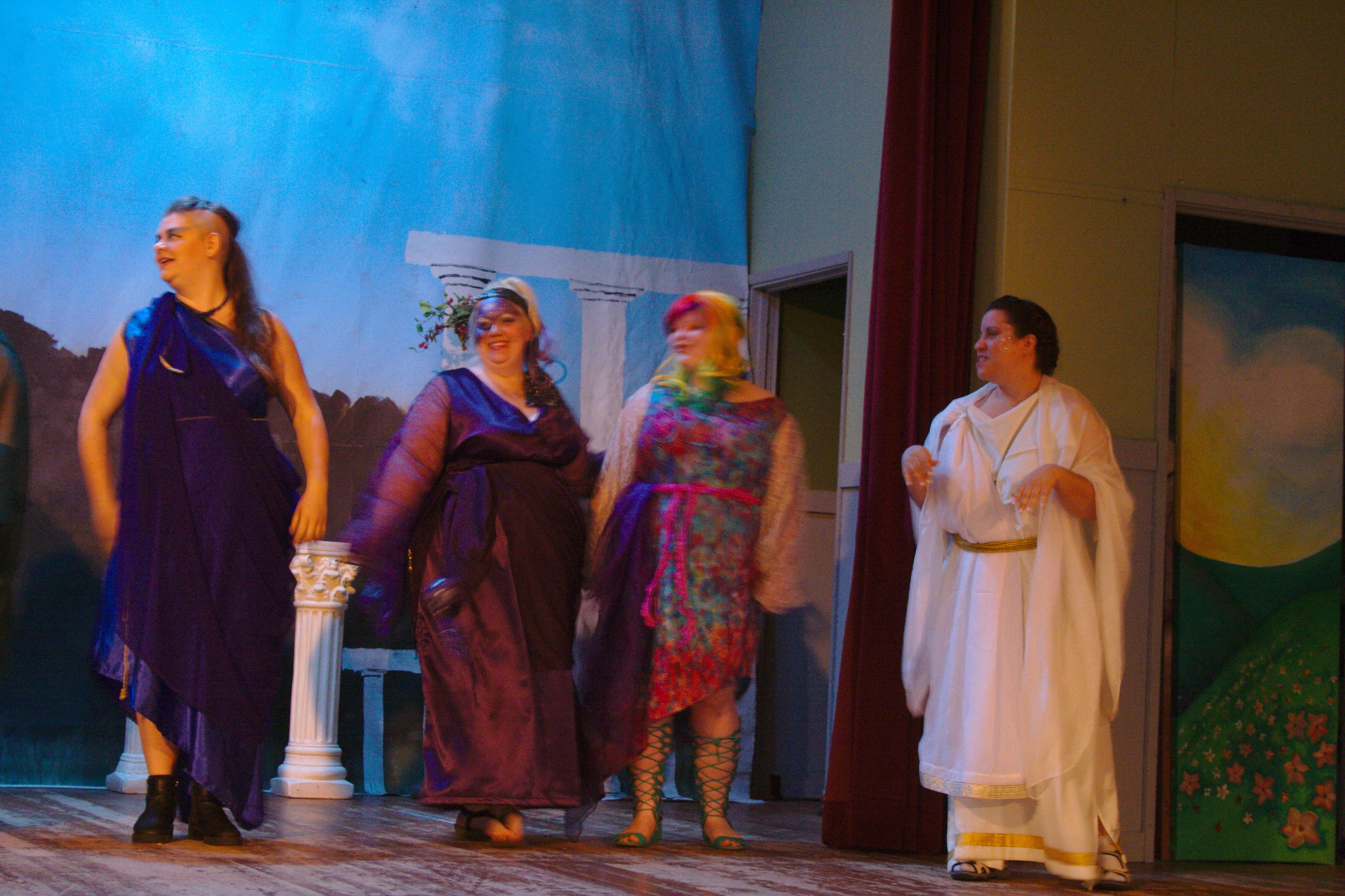
Reencenação contemporânea dos Mistérios Menores

Pelos benefícios que produzia, ser iniciado foi sempre algo muito desejado e prestigiado. Além do glamour político de que era revestido, era uma mudança real para melhor na vida do indivíduo. Segundo Fred Miller, "inquestionavelmente, para aqueles iniciados nos Mistérios nos períodos helenístico e romano, Elêusis oferecia uma promessa clara de uma sobrevivência pessoal à morte e de uma vida abençoada após a morte". Cícero já havia falado: "Entre as muitas instituições excelentes e, na verdade, divinas, que a vossa Atenas promoveu, contribuindo para a vida humana, nenhuma, na minha opinião, é melhor do que aqueles Mistérios. Pois através deles fomos resgatados do nosso modo de vida bárbaro e selvagem para um estado de vida e civilização educados e refinados; e como os ritos são chamados de iniciações, na verdade neles ganhamos o conhecimento das origens da vida e o poder não apenas de vivermos felizes, mas também de morrermos com mais esperança". O poeta Crinágoras de Lesbos também deixou um testemunho: "Mesmo que você leve uma vida completamente sedentária, e nunca tenha singrado os mares ou percorrido as estradas, ainda assim uma vez levante-se e vá até a Ática para participar dos ritos sagrados de Deméter, através dos quais seu coração nunca mais será oprimido pela preocupação, e quando você voltar para os seus, seu coração estará mais leve".

Estátua de Santa Demetra no Museu Fitzwilliam

A memória do antigo culto sobreviveu longamente nas tradições populares da região. Depois da cristianização da área, uma antiga cariátide do santuário continuou sendo venerada pelos camponeses como a patrona da agricultura, chamando-a de "Santa Demetra" (Deméter), e atribuindo-lhe a fertilidade da terra. Regularmente a estátua recebia oferendas e uma coroa de flores. A lenda desta santa, que também teve a filha raptada por um poderoso, é uma replicação quase idêntica à história de Deméter e Perséfone, mudando apenas os personagens e a ambientação. Em 1803 o viajante Edward Clarke tentou levar a estátua para um museu, mas diz a lenda que ela voltava sozinha para o santuário a cada vez que era carregada para o porto. Quando finalmente Clarke conseguiu, o navio que a levava para a Inglaterra afundou, só sendo recuperada muito mais tarde. Correu a história de que as colheitas da região fracassaram após a remoção da relíquia. Hoje a "Santa Demetra" está no acervo do Museu Fitzwilliam, mas ainda é cultuada na região. Na década de 1940 relatos diziam que a santa havia aparecido sobre uma carruagem indo para Atenas. Uma capela cristã construída acima da antiga Sala de Iniciação foi consagrada a Nossa Senhora das Sementes.
O elemento permanente de desconhecido e sua promessa de responder a questões angustiantes sobre a existência humana, recuperaram a aura de fascínio dos Mistérios para as gerações modernas, assim como atiçavam a imaginação dos antigos. Além de fazerem engrossar a bibliografia científica, os Mistérios hoje são parte da cultura popular de massa, sendo apresentados em filmes de ficção, histórias em quadrinhos, obras de arte, documentários, literatura em prosa e poesia, imprensa, geralmente como algo mágico e cheio de sacralidade e poesia.
Elêusis permanece identificada com os Mistérios e a sua herança cultural, realizando festivais e outros eventos para manter viva sua memória, e usando-os como alavanca de autopromoção na cena internacional. Em 2023 a cidade foi eleita Capital Europeia da Cultura.